# Men’s Physique
Die Men’s Physique ist eine seit 2011 von der IFBB etablierte Bodybuilding-Klasse. Sie besteht aus einem neuen Regelwerk der Bühnenpräsentation des Athleten sowie neuen Kriterien für die Bewertung des Körpers. Der sechsfache Men’s Physique IFBB Pro Matthew Acton bezeichnete die Kriterien als „Quality shape density and aesthetics“, womit Muskelreife, ganzheitliche Körperstruktur und insgesamte Ästhetik (Proportionen, Symmetrie, Körperhaltung) gemeint ist. Als deutsche Veranstalter kommen die Organisationen DBFV, NAC und GNBF in Betracht.

## Gesellschaftliche Entwicklung
Mit Men’s Physique reagiert die Fitness- und Bodybuilding-Industrie auf die gesellschaftliche Wandlung und Einstellung zu einem gesunden Lebensstil und einem ästhetischen Körper. Dies änderte sich im Laufe der letzten 30 Jahre nach der „Goldenen Bodybuilding-Ära“ in Verbindung mit technischem Fortschritt und Wissen (Steroid-Missbrauch), einer höheren Fitnessstudio-Dichte, mehr Zeit und Geld in der Allgemeinbevölkerung, sowie durch Social Media einfacher propagierbare höhere Standards und dadurch gesteigerte Ansprüche an den eigenen Körper.

## Bewertungskriterien
Demnach orientiert sich der „Perfekte Look“ der jeweiligen „Winning Physique“ an dem Ideal eines Models auf einem Cover eines zeitgenössischen Fitness-Magazins. Es soll sich um einen gesunden, frischen „Look“ handeln, der erreichbar ist und nach Lifestyle aussieht. Herrschender Meinung nach spielt die Shoulder-to-Waist Ratio eine fundamentale Rolle im Erfolg des Sports.
Weiterhin geht es um volle runde Schultern in 3D-Optik, eine volle, pralle Brustmuskulatur, eine mit Konturen und Schattierungen erkennbar ausgeprägte Rückenmuskulatur, ausgeprägte Bauchmuskeln (vorzüglich „Abdominals“ und „external Obliques“), sowie ein geringer (5–7 %, nicht unter 5 %) Körperfettanteil.
Aufgrund der Pflicht zum Tragen von Boardshorts ist die Oberschenkelmuskulatur nur indirekt sichtbar. Für einen „Streamlined“ Look und einen gesunden Körperbau ist dies unerlässlich. Umso auffälliger ist demnach das Vorhandensein und die Präsentation der Wadenmuskulatur, die den X-Frame vollendet.